# Junkers Ju 60
Junkers Ju 60 – niemiecki samolot pasażerski produkowany w wytwórni Junkers.

## Historia
Skonstruowano go specjalnie na potrzeby Ministerstwa Komunikacji Rzeszy, które złożyło zapotrzebowanie na szybki samolot pasażerski, mogący przewozić niewielką liczbę pasażerów. Pierwsze próby lotu nie wypadły zadowalająco i dopiero po przeróbkach oddano 2 pierwsze egzemplarze w ręce Lufthansy. Były używane do podróży służbowych na terenie Niemiec. Samolot charakteryzował się elegancką sylwetką, jednakże nie był tak szybki jak obiecywał producent i wolniejszy od konkurencyjnego He 70. Dlatego też nie były składane dalsze zamówienia, a producent skupił się na modelu Ju 160. Był też jednym z ostatnich modeli, nad którym pracował - wkrótce potem odsunięty od firmy - właściciel koncernu Hugo Junkers.